# Flatiron Copse Cemetery
Flatiron Copse Cemetery is een Britse militaire begraafplaats met gesneuvelden uit de Eerste Wereldoorlog, gelegen in de Franse gemeente Carnoy-Mametz (Somme). Ze werd ontworpen door Herbert Baker en ligt 2,9 km ten noordoosten van het centrum van Mametz. Vanaf de weg van Contalmaison naar Longueval in Bazentin is ze bereikbaar via een onverharde weg van 850 m. De begraafplaats ligt op een hellend terrein en is begrensd door een bakstenen muur. Het Cross of Sacrifice staat achteraan centraal in een uitsprong van de westelijke muur en de Stone of Remembrance staat in het midden van het terrein. Op de noord-zuid as staan links en rechts een vierkant schuilhuisje met tentdak en boogvormige doorgangen. De begraafplaats wordt onderhouden door de Commonwealth War Graves Commission.
De begraafplaats telt 1.572 Commonwealt graven waarvan er 420 niet geïdentificeerd konden worden.

## Geschiedenis
Iets ten oosten van het Bois de Mametz  (Mametz Wood) lag een bosje dat door de Britse troepen Flatiron Copse (strijkijzer bos!) werd genoemd. Op 14 juli 1916 werd dit gebied door de 3rd en de 7th Division veroverd waarna men een verbandpost in het bosje inrichtte. Later in die maand werd de begraafplaats aangelegd en gebruikt tot april 1917. Na de wapenstilstand werden meer dan 1.100 doden uit de omgevende slagvelden naar hier overgebracht. Uit de volgende kleinere begraafplaatsen werden nog doden naar hier overgebracht: Caterpillar Cemetery en Valley Cemetery in Montauban, Cross Roads Cemetery en Quadrangle Cemetery in Bazentin, Villa Wood Cemeteries No.1 en No.2 in Contalmaison en Mametz Wood Cemetery in Mametz. De meeste van deze doden waren slachtoffers van de gevechten tijdens de Slag aan de Somme in de zomer en herfst van 1916.
Er worden 1.524 Britten, 17 Australiërs, 30 Nieuw-Zeelanders en 1 Zuid-Afrikaan herdacht. Voor 36 Britten werden Special Memorials opgericht omdat hun graven niet meer gevonden werden en men aanneemt dat ze zich onder de naamloze grafzerken bevinden. Negen andere Britten worden herdacht met een Duhallow Block omdat zij oorspronkelijk in Mametz Wood Cemetery begraven waren en hun graven door artillerievuur werden vernietigd en niet meer teruggevonden.

## Graven
- er liggen 3 maal 2 broers die op dezelfde dag sneuvelden en naast elkaar begraven werden: Henry en Thomas Hardwidge van het Welsh Regiment(11 juli 1916), Ernest en Herbert Philby van het Middlesex Regiment (21 augustus 1916) en Arthur en Leonard Tregaskis van het Welsh Regiment (7 juli 1916).

### Onderscheiden militairen
- Edward Dwyer, korporaal bij het 1st Bn. East Surrey Regiment verkreeg het Victoria Cross (VC). Onder hevig vijandelijk vuur veroverde hij op 20 april 1915 een vijandelijke loopgraaf bij Hill 60 in Zillebeke. Diezelfde dag bracht hij ook tijdens een hevige granaatbeschieting verschillende gewonde kameraden in veiligheid. Hij werd ook vereerd met de  Cross of St. George (Russia). Hij sneuvelde op 20-jarige leeftijd op 3 september 1916.
- James Mortimer, luitenant-kolonel bij het Yorkshire Regiment werd vereerd met de Order of Saint Michael and Saint George (CMG).
- Hugh Bertie Henriques Johnston, majoor bij de Royal Garrison Artillery en Guy Egerton Kidd, majoor bij de Royal Field Artillery werden onderscheiden met de Distinguished Service Order (DSO).
- luitenant-kolonel Arthur Percival Hamilton; majoor J.R. Trinder; de kapiteins Albert Baswitz, Walter Robert Goodrick, Charles Edward Pierce Henderson, Thomas Aloysius Kelly, P.A.C. Maginn, E.C. Squires, Bernard Beck en Groves Edward Daniell; de luitenants W.N. Reed, Charles Joseph Cadman, L.W. Mobberley en Frederick Vivian Ward-Jones en de onderluitenant John Beausire Copeland Capper werden onderscheiden met het Military Cross (MC). Kapitein George Leonard Goodes ontving deze onderscheiding tweemaal (MC and Bar).
- sergeant-majoor H. Squelch van de Royal Field Artillery en soldaat W.B. Worsfold van het Devonshire Regiment werden onderscheiden met de Distinguished Conduct Medal (DCM).
- nog 20 militairen ontvingen de Military Medal  (MM).

### Minderjarige militairen
- de soldaten George William Fleming van het Suffolk Regiment en T. Griffin van de Royal Irish Fusiliers waren 16 jaar toen ze sneuvelden.
- kanonnier C.H. Skidmore, schutter T. Cooper en de soldaten Charles Ledwards en John White waren 17 jaar toen ze sneuvelden.